# Tangle Ridge
Der Tangle Ridge ist ein 3001 m hoher Berg mit einer Schartenhöhe von 460 m im Jasper National Park in den kanadischen Rocky Mountains in der Provinz Alberta. Der Berg liegt südlich des Beauty Creek und nördlich des Tangle Creek im Tal des Sunwapta River. Das Relief ist äußerst markant, da der Gipfel sich 1200 m über den Beauty Creek in 2 km Entfernung von diesem erhebt. Der Ausblick vom Gipfel bietet Fotografen die Möglichkeit, die Gipfel rund um das Columbia-Eisfeld abzulichten, von denen einige wie der Mount Columbia und der Mount Alberta vom Icefields Parkway aus nicht zu sehen sind.

## Geschichte
Der Berg wurde 1907 von Mary Schäffer aufgrund der Schwierigkeiten benannt, die Bergsteiger beim Abstieg zum Tangle Creek haben. Der Toponym des Berges wurde 1935 vom Geographical Names Board of Canada offiziell anerkannt.

## Klima
In Bezug auf die Klimaklassifikation nach Köppen und Geiger liegt der Tangle Ridge in einem Dauerfrostklima mit kalten, schneereichen Wintern und milden Sommern. Die Temperaturen können im Winter unter −20 °C fallen, unter Berücksichtigung von Windchill-Einfluss unter −30 °C. Im Winter machen die Wetterbedingungen den Tangle Ridge zu einem hervorragenden Ort für Eiskletterer in den Rocky Mountains. Die Niederschläge vom Tangle Ridge fließen in den Sunwapta River ab, einen Nebenfluss des Athabasca River.

## Geologie
Der Tangle Ridge besteht aus Sedimentgesteinen, die vom Präkambrium bis zum Jura abgelagert wurden. Nach der Ablagerung in flachen Meeren wurden diese Gesteine während der Laramischen Gebirgsbildung ostwärts über jüngere Gesteine geschoben.
Der nächsthöhere Berg ist der Nigel Peak (3211 m).
| Mushroom Peak Diadem Peak     | Sunwapta Peak   | Beauty Creek               |
| Mount Woolley                 |                 | White Goat Wilderness Area |
| Mount Cromwell Stutfield Peak | Mount Kitchener | Tangle Creek Nigel Peak    |

## Eiskletterrouten
Folgende Routen wurden am Tangle Ridge benannt:
- Shades of Beauty – WI 4[9][10]
- Tangle Falls – WI 2-3[9][11]
- The Stage – WI 3-4[9][12]
- The Wings – WI 3-4[9][13]
- Curtain Call – WI 6[9][14]
- Cyber Pasty Memorial – WI 5+[9][15]
- Melt Out – WI 3[9][16]
- Rick Blak Memorial Route – WI 5[9][17]

## Tangle Falls
Die Tangle Falls (52°16'2.1" N / 117°17'11.82" W) bilden einen in Kaskaden abfallenden Wasserfall, der aufgrund seiner leichten Zugänglichkeit vom Icefields Parkway einer der meistfotografierten Fälle der Region sein dürfte. Die Gesamthöhe beträgt 30 m, die Breite bis zu 12 m.

## Galerie

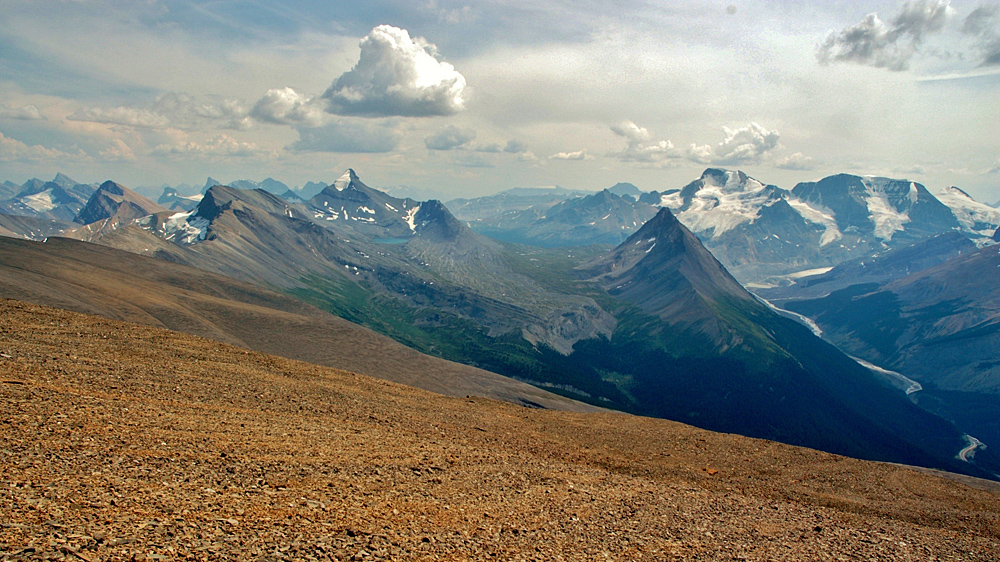
Blick vom Tangle Ridge südwärts
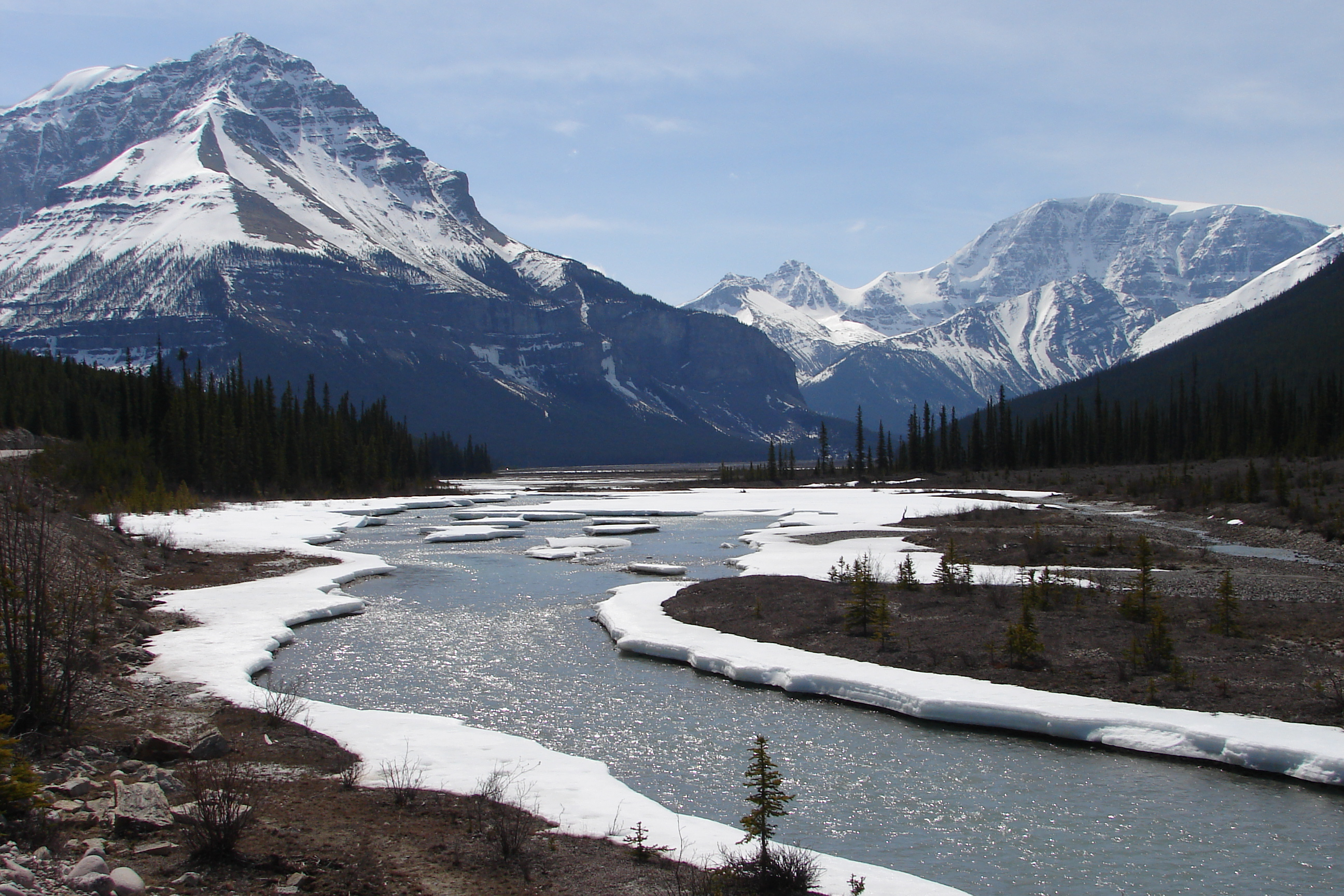
Tangle Ridge (links), Mt. Kitchener (rechts) und Sunwapta River vom Icefields Parkway aus
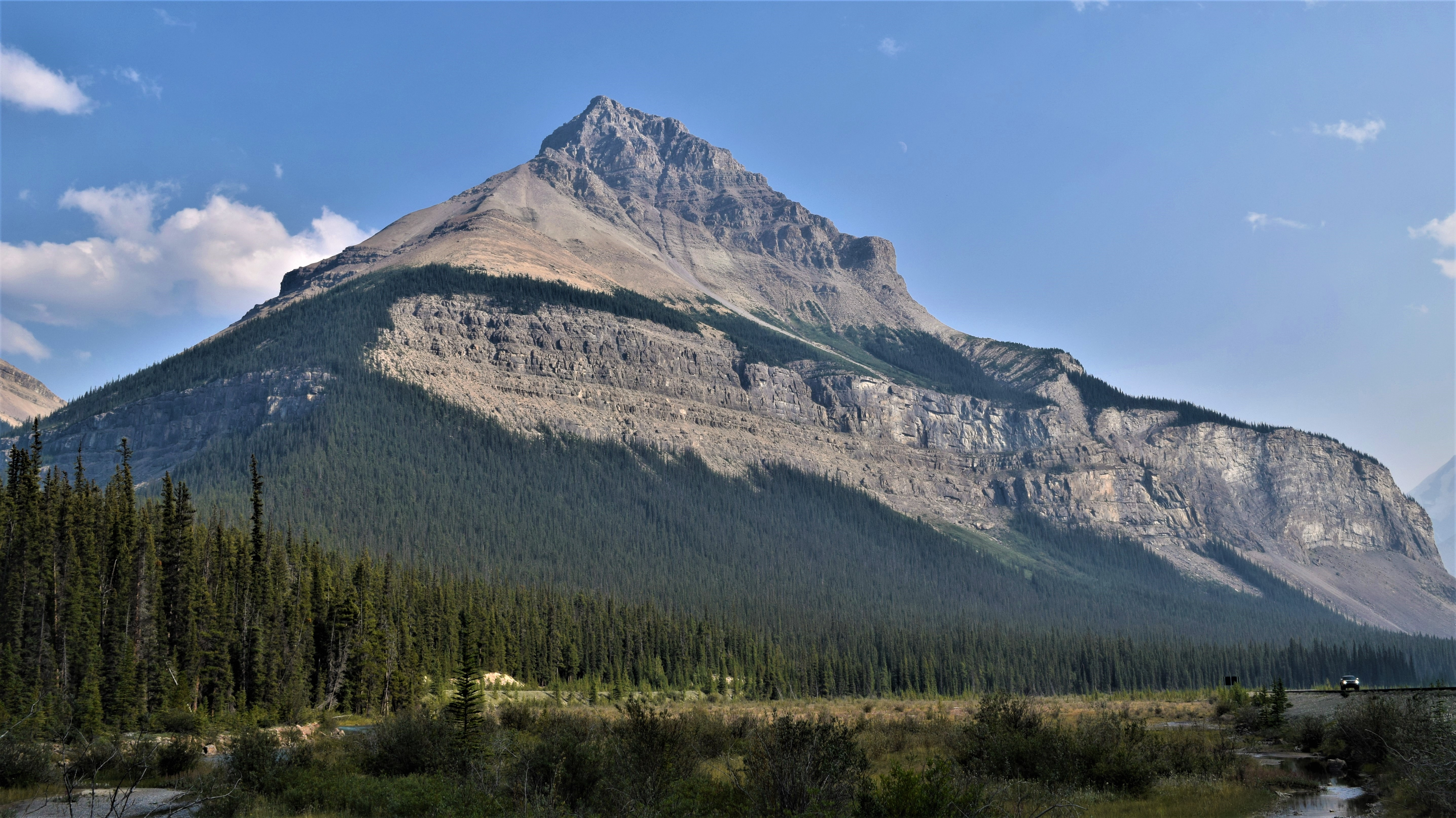
Northwestflanke des Tangle Ridge vom Icefields Parkway aus
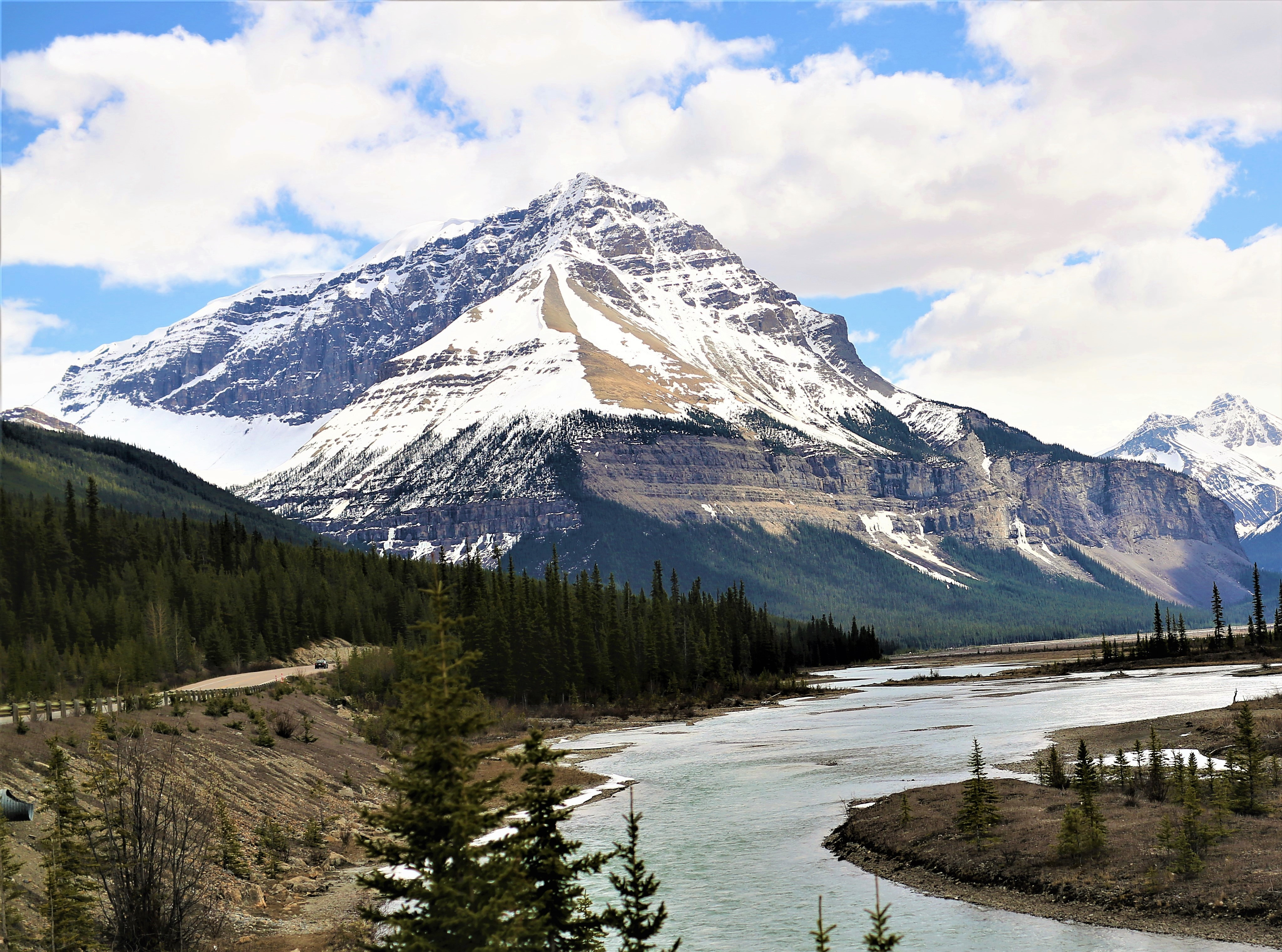
Tangle Ridge und Sunwapta River
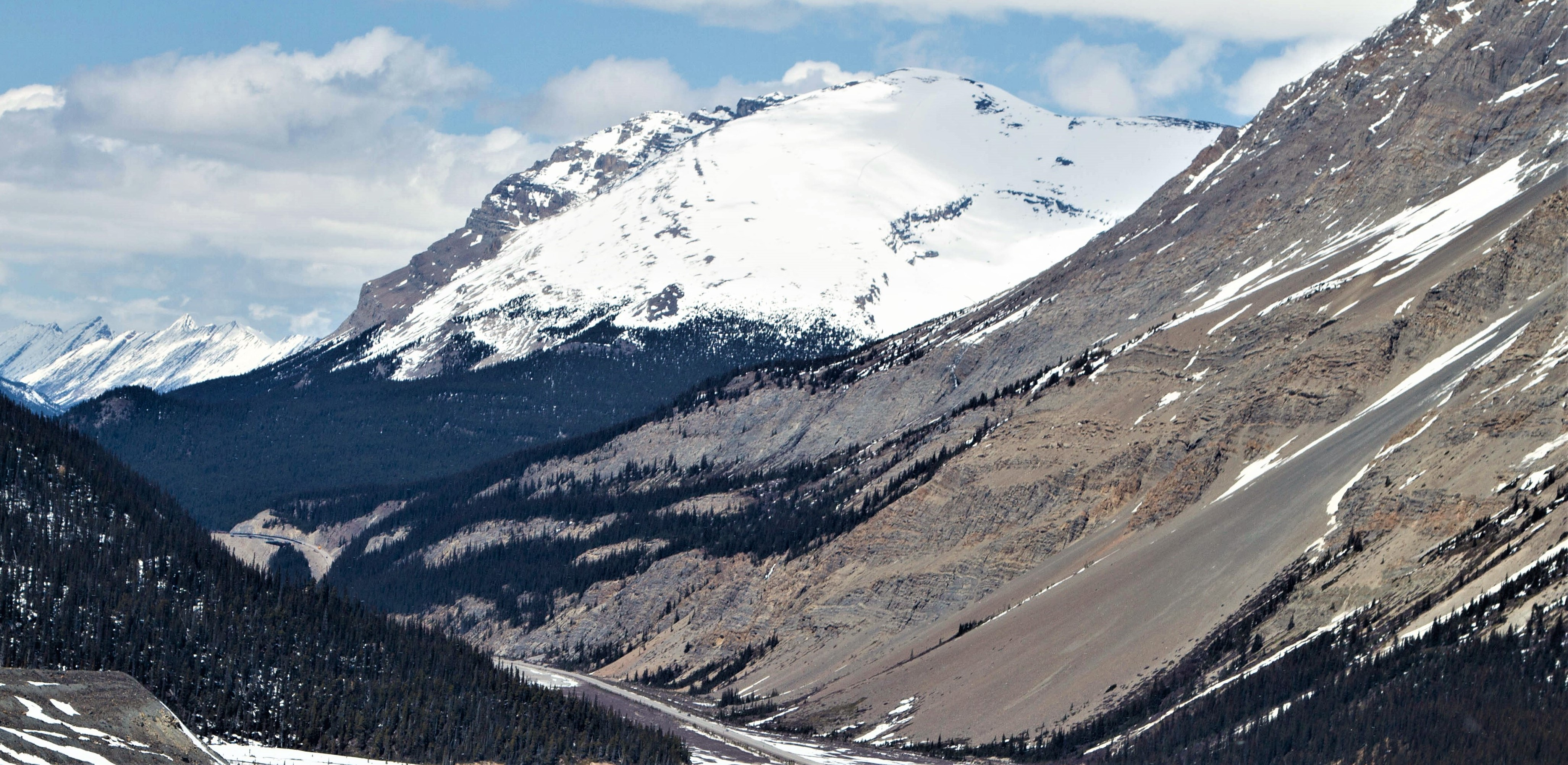
Tangle Ridge von Süden
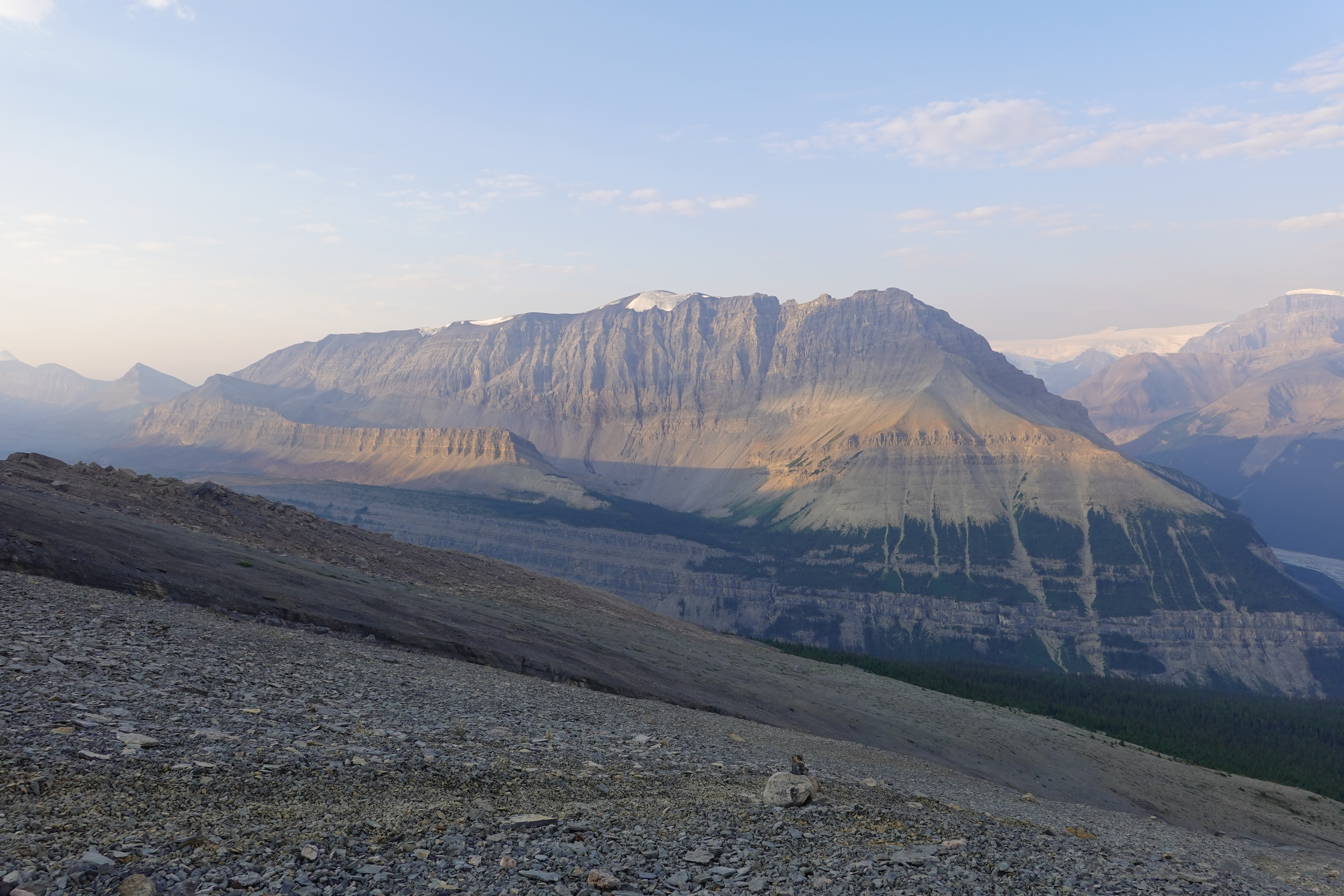
Nordflanke vom Sunwapta Peak aus
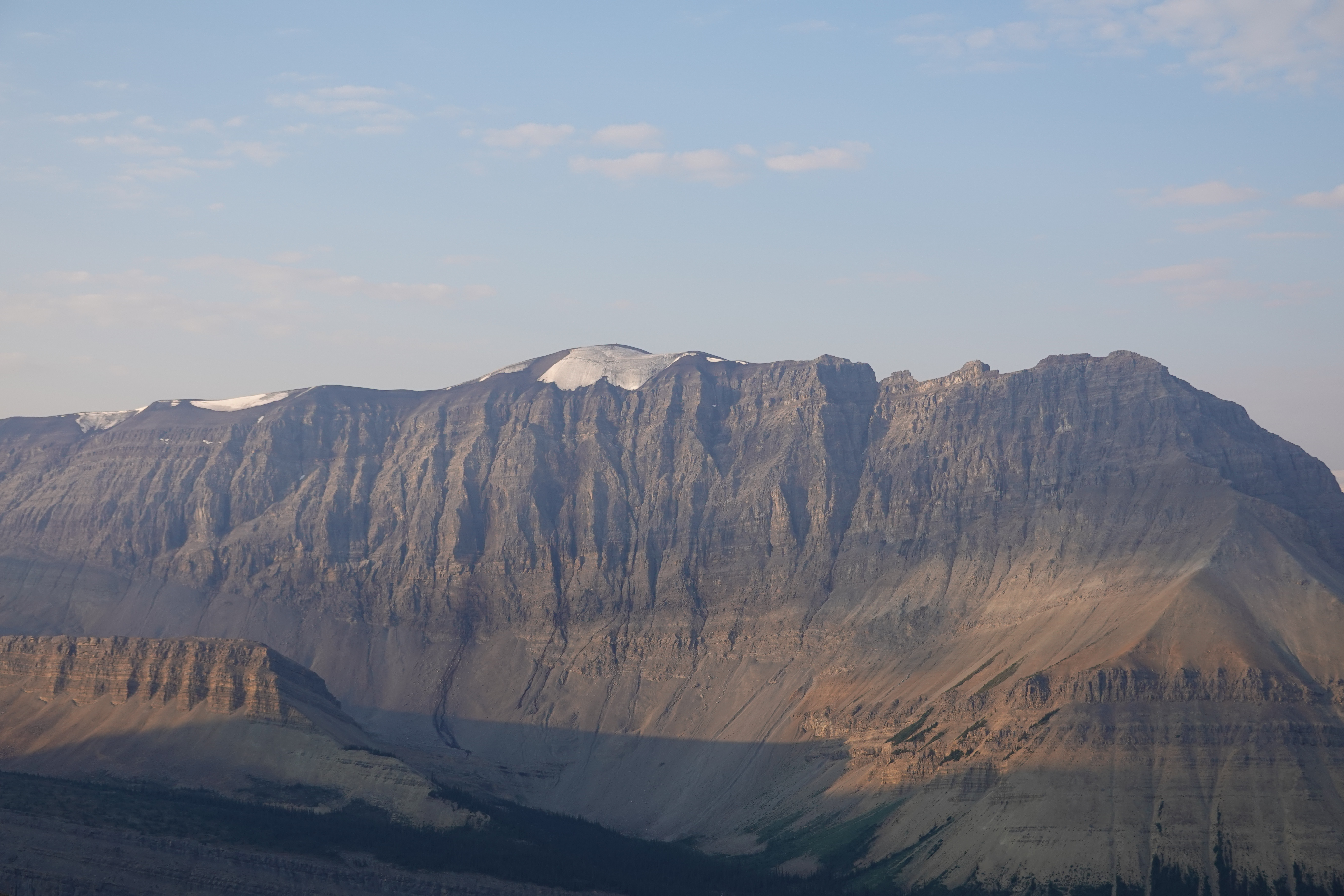
Northflanke
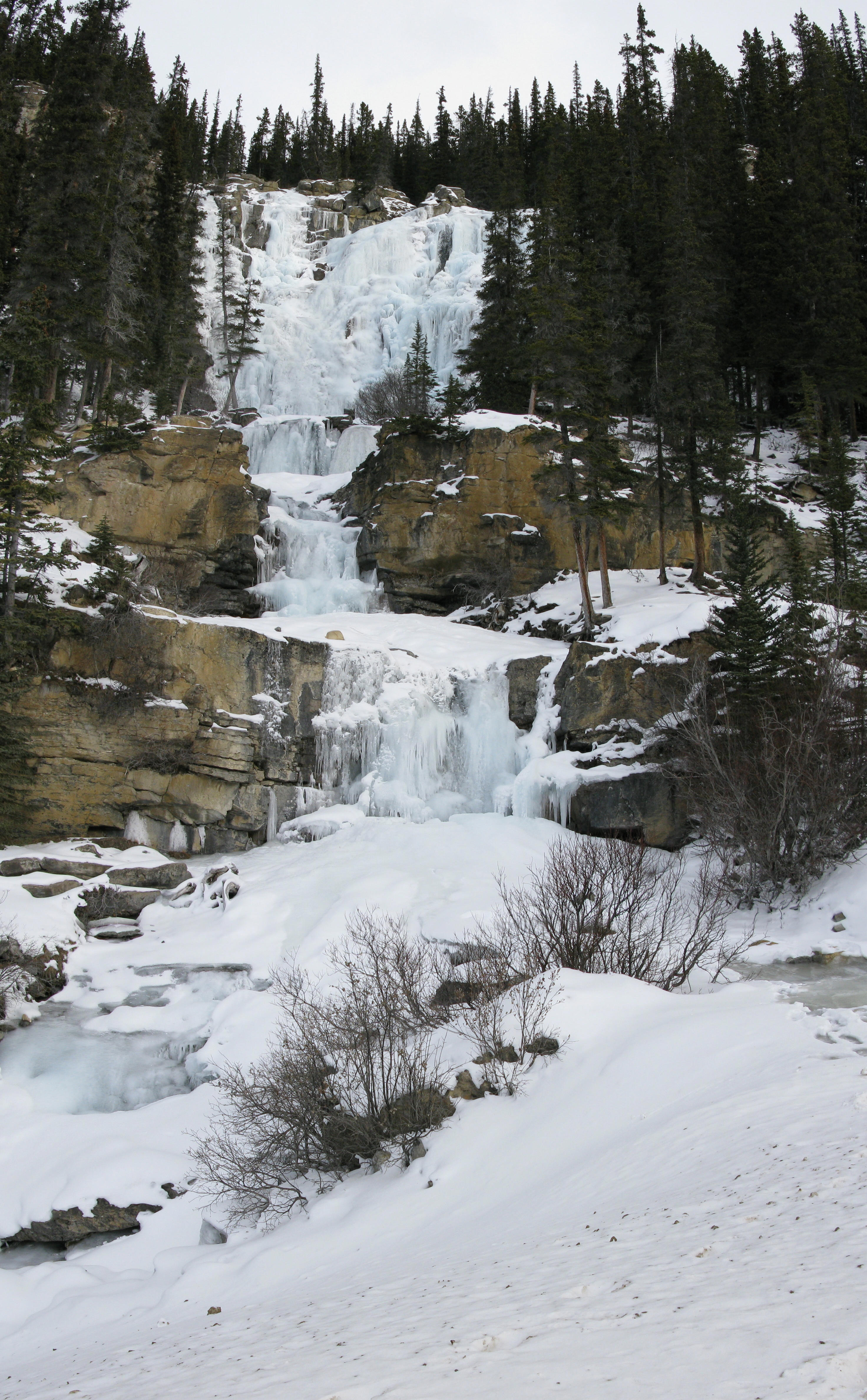
Tangle Falls im Winter
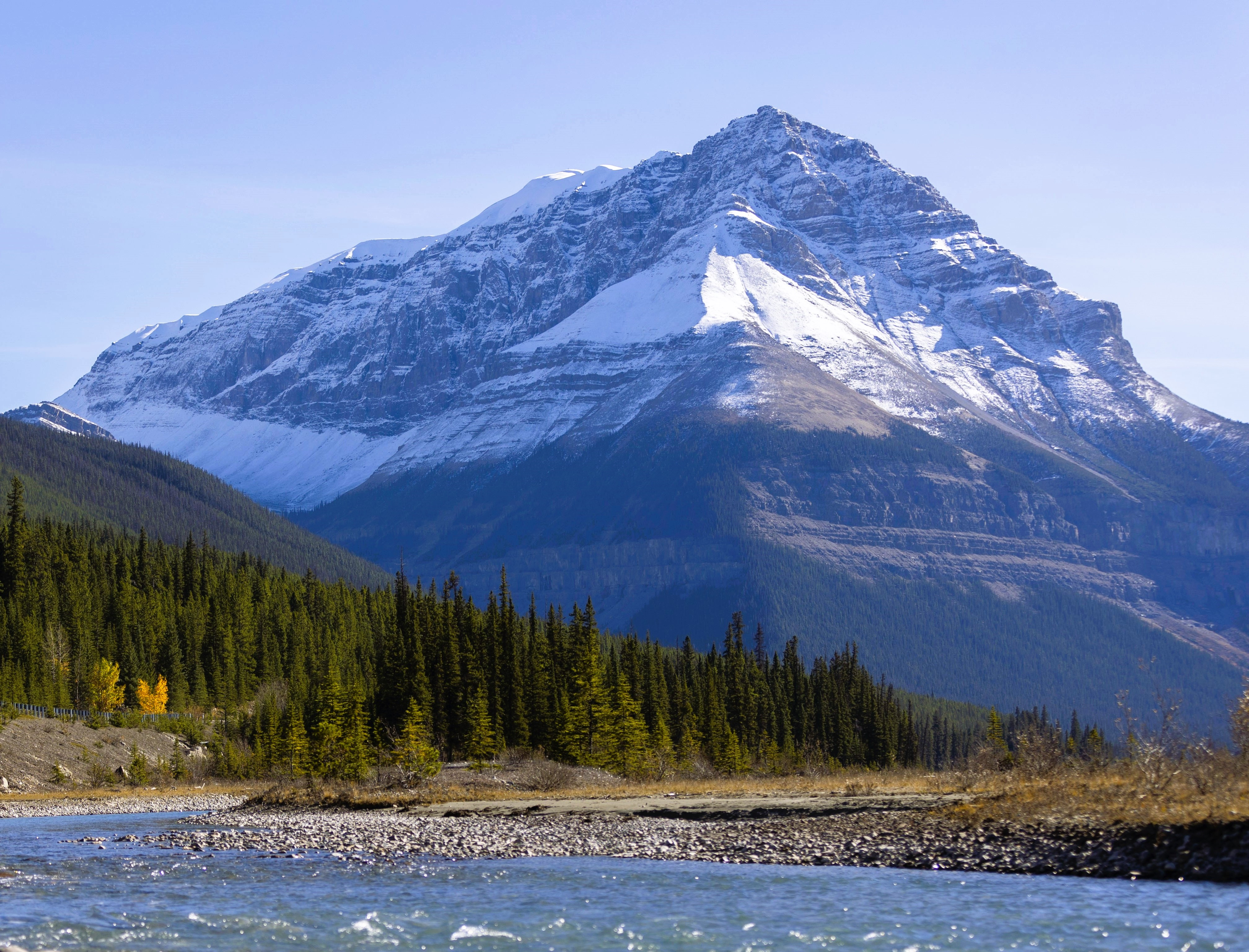
Tangle Ridge und Sunwapta River